# Mikao Usui
Mikao Usui (jap. 臼井甕男 Usui Mikao; ur. 15 sierpnia 1865 we wsi Taniai (w obecnej prefekturze Gifu w Japonii), zm. 9 marca 1926) – założyciel systemu uzdrawiania duchowego Usui-reiki-ryōhō.

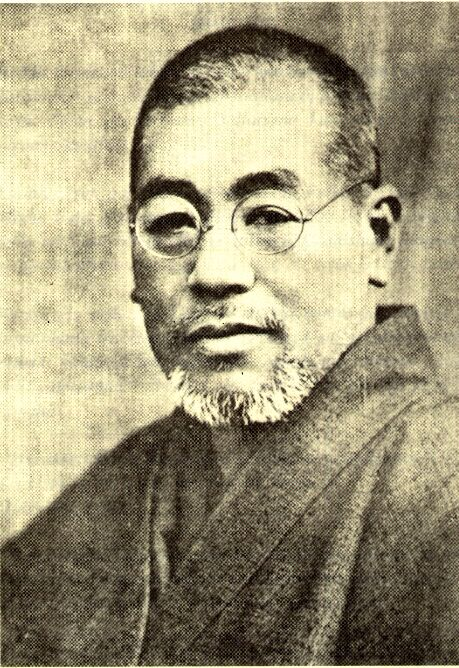
Mikao Usui

Usui w dzieciństwie został posłany do klasztoru buddyjskiego tradycji Tendai. Uzyskał wyższe wykształcenie i doktorat z literatury, znał języki obce i posiadał zachodnią wiedzę na temat medycyny, filozofii i teologii. Niektóre źródła podają, że Usui uczęszczał również do szkoły katolickiej, po czym miał pracować jako wykładowca na Uniwersytecie Doshisha. Jest to jednak (najprawdopodobniej) zmyślona część życiorysu Usuiego, wprowadzona przez panią Hawayo Takatę, nie istnieją żadne dokumenty potwierdzające fakt, jakoby Mikao Usui był uczniem szkoły katolickiej, czy też pracownikiem chrześcijańskiego uniwersytetu.
Tytuł doktora, wstawiany przed nazwisko Usuiego również nie jest pewny, jako będący efektem zdobycia wyższego wykształcenia. Niektóre źródła wspominają, iż tytuł doktora Usui uzyskał od cesarza Japonii i był to tytuł nie naukowy, a honorowy - w podobny sposób tysiące osób dostępowało podobnego zaszczytu każdego roku.
Podczas epidemii cholery, będąc bliski śmierci, Usui miał doznać wizji Buddy Mahavairocana, która przyczyniła się do jego zainteresowania systemami uzdrawiania duchowego. Szukając odpowiedzi na dręczące go pytania, wstąpił do buddyjskiej szkoły Shingon. Przez wiele kolejnych lat studiował starożytne teksty buddyjskie i tantryczne i praktykował różne metody uzdrawiania.
Według legendy, w 1914 r. Usui udał się na górę Kurama, gdzie po 21 dniach postu i medytacji doznał objawienia oraz otrzymał odpowiedzi na wszystkie dręczące go pytania, a także dar uzdrawiania Reiki.
Po tym zdarzeniu utworzył stowarzyszenie naukowe uzdrawiania duchowego Usui-reiki-ryōhō-gakkai. Stowarzyszenie to istnieje w Japonii do dziś.